# Wilhelmus Beekman
Wilhelmus Hendricksen Beekman (Hasselt, 28 de abril de 1623-Rhinebeck, 21 de septiembre de 1707), también conocido como William Beekman y Willem Beekman (o Beeckman), fue un inmigrante holandés en Estados Unidos que llegó a Nueva Ámsterdam (actual Nueva York) desde los Países Bajos en el mismo navío (el navío Princess, el 27 de mayo de 1647) con el director general y más tarde gobernador Peter Stuyvesant.
Beekman pronto se convirtió en tesorero de la Compañía Holandesa de las Indias Occidentales, comenzando una larga vida en el servicio público que incluyó ser alcalde de la ciudad de Nueva York, gobernador de Delaware, 1653-1664 y gobernador de Pensilvania, 1658-1663.
Es el ancestro de los miembros de la familia Beekman en Estados Unidos.

## Primeros años
Wilhelmus (William, Willem) Beekman nació en Hasselt (Países Bajos) el 28 de abril de 1623 de Hendrick Beekman y Mary Baudartius, quienes se habían casado en 1621 en Zutphen, Países Bajos.

### Familia
Su abuelo paterno, Gerardus Beekman (1558–1625) nació en Colonia, recibió una educación universitaria y estudió teología en Frankendale en la región del Palatinado, durante los años 1576-78.

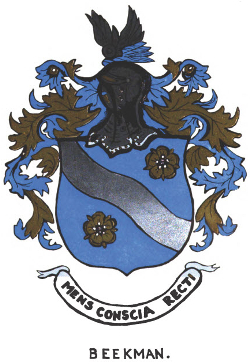
Beekman Arms otorgado por James I

Se convirtió en uno de los eruditos más eruditos de su tiempo. Se dice que pudo "hablar, pensar y soñar" en cinco idiomas. Beekman, quien se casó con Agnes Stunning (1557-1614), en Cleves, murió en Emmerich en 1625, y Stunning murió en Mülheim, Alemania en 1614.
Gerardus Beekman vivió en una época en que Europa estaba envuelta en guerras religiosas y los protestantes habían comenzado a buscar refugio de la persecución. La persecución de los protestantes por parte del arzobispo de Colonia fue la causa de que Gerardus se instalara en la vecina ciudad de Mülheim, refugio de protestantes. Beekman tuvo un papel destacado en el apoyo de los principios de la nueva iglesia y fue elegido uno de los delegados para visitar al duque de New Berg, el elector de Brandeburgo y James I para asegurar su apoyo en nombre de la religión reformada. Su misión cumplida con tanto crédito para sí mismo, James I hizo que el escudo de armas de la familia Beekman fuera remodelado, a "una rosa a cada lado de un arroyo". Beekman fue uno de los distinguidos eruditos que tradujo la Biblia King James de los manuscritos originales al inglés, para James I, y por sus servicios recibió honores especiales del rey.
Su abuelo materno, el teólogo Willem Baudartius, predicador en la ciudad de Zutphen, fue uno de los protagonistas más celosamente ortodoxos del calvinismo holandés. Como sugiere su participación en el Sínodo de Dort, Baudartius disfrutó de una estatura considerable como líder intelectual. En el Sínodo había participado no sólo en la formulación de las doctrinas de la Iglesia reformada holandesa, sino también en la prescripción de sus formas de culto. Además, fue uno de los pocos eruditos seleccionados para hacer la traducción autorizada de la Biblia al holandés. En 1632, cuando se completó la traducción del Antiguo Testamento después de muchos años de esfuerzo, inmediatamente fue aclamada por todos y se ha empleado desde entonces.

## Nueva Holanda

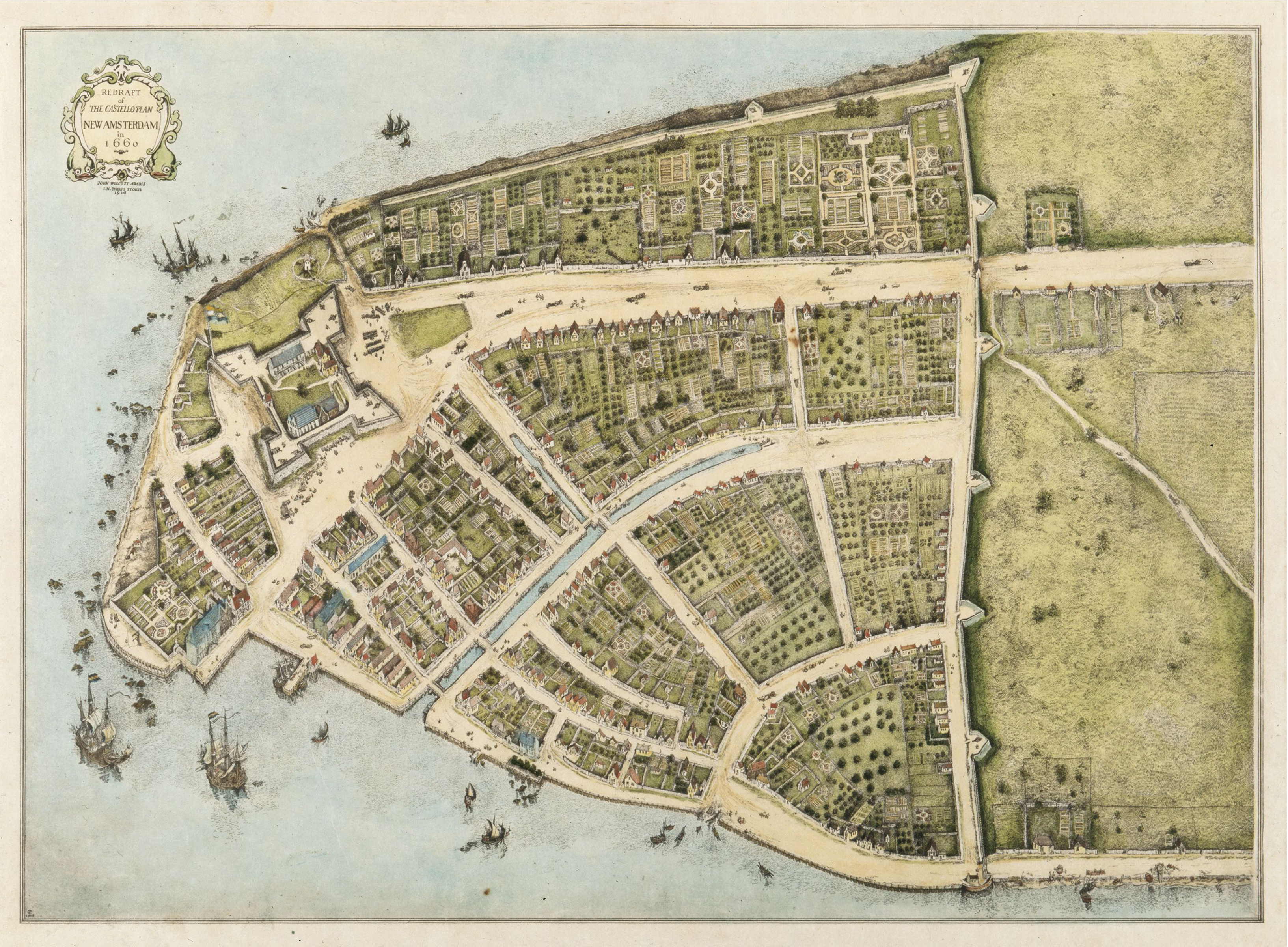
Mapa de Manhattan en 1660, basado en el Plan Castello, con el fuerte a la izquierda

Wilhelmus Beekman partió de  Ámsterdam  en la Navidad de 1646, con destino al asentamiento que la Compañía Holandesa de las Indias Occidentales había establecido en el año de su nacimiento en la isla de Manhattan.
El viaje de los Países Bajos al Nuevo Mundo fue largo y arduo, Stuyvesant pasó por Curazao en las Indias Nueva Ámsterdam  Occidentales Holandesas debido a consideraciones políticas. En mayo de 1647, Wilhelmus llegó a  Nueva Ámsterdam  a bordo del barco mercante holandés Princess Amelia. Entre los pasajeros estaba el director general Pieter Stuyvesant.
Viajar en barco en el siglo XVII no estaba exento de peligros; el Princess Amelia se hundió en su viaje de regreso a Holanda en septiembre de 1647. Solo 21 de los 107 pasajeros sobrevivieron.

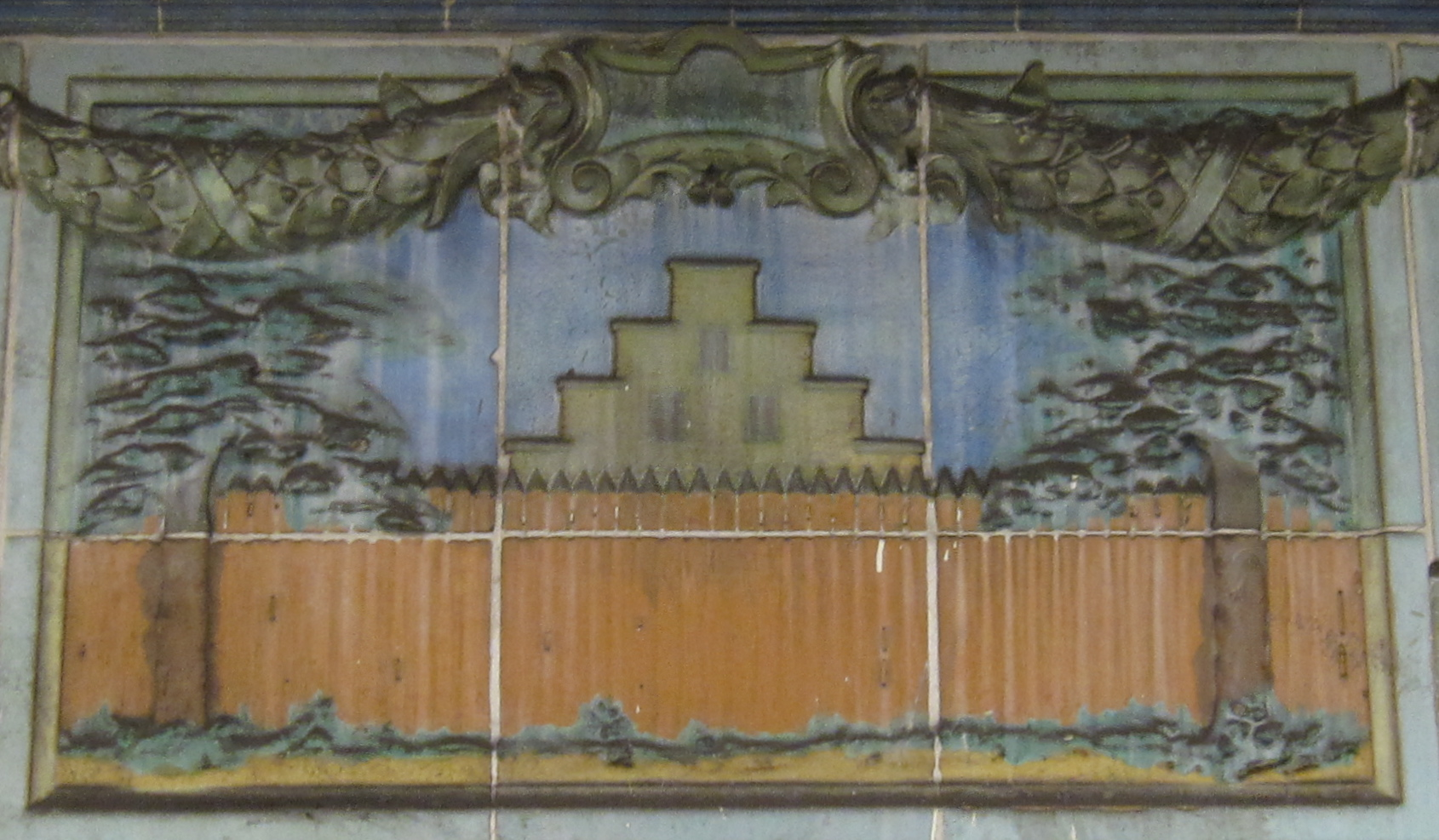
Representación del muro de Nueva Ámsterdam en un azulejo en la estación de metro de Wall Street en el 4 y trenes

### Primer cargo político
Desde un principio se identificó con los asuntos de Estado y el gobierno de la nueva ciudad. El 13 de marzo de 1653 se celebró una reunión general del director general y del Consejo de Nueva Holanda con los Burgomaestres y Schepens (magistrados), en la que se decretó que se construirían parapetos o un muro para proteger la ciudad y que el costo debe aplicarse a las fincas. Peter Wolfersen Van Couwenhoven y Wilhelmus Beekman fueron elegidos comisionados y autorizados para ofrecer propuestas, invitar a licitar y realizar el contrato para la construcción de la obra. Se completó en mayo de 1653 y se extendió a lo largo de la actual Wall Street, bordeando De Heere Gracht, una ensenada de la bahía, donde ahora se encuentra Broad Street .

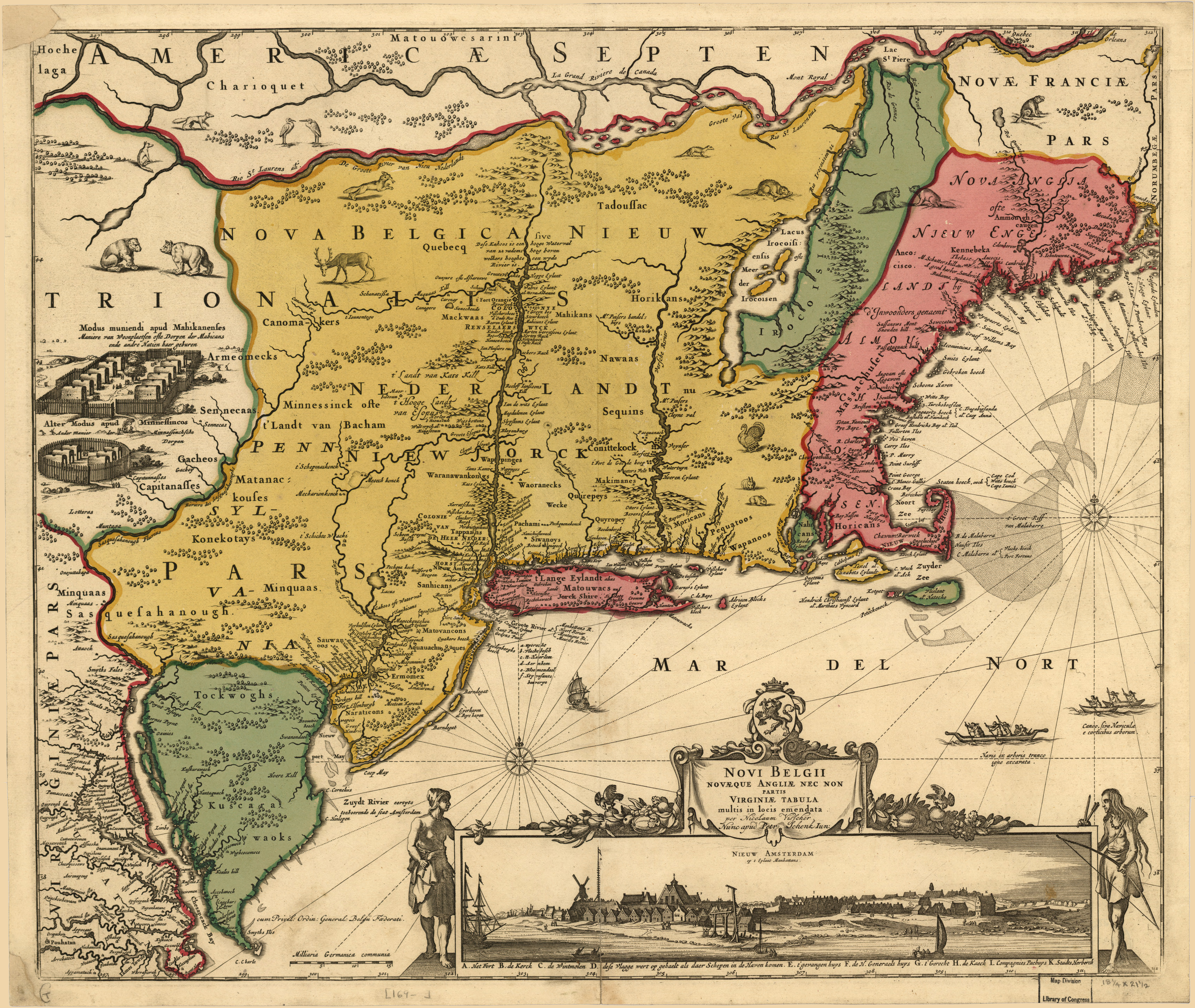
Reimpresión de 1685 de un mapa de 1656 de las colonias holandesas de América del Norte que muestra el alcance de los reclamos holandeses, desde la bahía de Chesapeake y el río Susquehanna en el sur y el oeste, hasta la bahía de Narragansett y los ríos Providence-Blackstone en el este, hasta el río San Lorenzo en el norte

En el mismo año, Wilhelmus Beekman fue nombrado uno de los cinco Schepens de Nueva Ámsterdam. Beekman fue miembro del Concejo de los Nueve Hombres, 1652; Schepen en 1653, 1654, 1656 y 1657 (presidente), 1673; burgomaestre en 1674. Entre 1652 y 1658, se desempeñó como teniente del Burgher Corps de Nueva Ámsterdam. En 1658, Beekman, siendo vicedirector de Nuevos Países Bajos, añadió el título de comisario de asuntos indios. Su jurisdicción como comisario en Esopus, ahora Kingston, y sus dependencias se extendían desde Catskills, donde terminaba la de Fort George, hasta Dans Kamer, unas pocas millas por encima de las Tierras Altas, que era el límite norte de la jurisdicción de Fort Amsterdam. Su hogar en Esopus fue el escenario de muchas reuniones memorables de hombres distinguidos. Allí entretuvo a los gobernadores Cartwright, Nichols y Lovelace.
De 1648 a 1652, Beekman fue concejal, y el 2 de febrero de 1653, fue nombrado uno de los cinco schepens originales de Nueva Ámsterdam. Con la primera guerra angloneerlandesas en curso, el 14 de marzo de 1653, Beekman fue designado para unirse al miembro del consejo Montagne para supervisar el trabajo de fortificación de la ciudad. Sirvió como schepen hasta 1658.

### Colonia de suecos y tercera guerra angloneerlandesas
El 30 de julio de 1658 recibió el nombramiento de Vicedirector o gobernador de la Colonia de los Suecos (Delaware), por influencia de la Compañía Holandesa de las Indias Occidentales. La capital, entonces conocida como New Amstel, es hoy New Castle. Fue una tarea desafiante ya que la población era en gran parte inmigrantes suecos y finlandeses recientemente conquistados por los holandeses. Beekman residía en Altona, un nuevo nombre para el antiguo fuerte sueco Christina, ahora la ciudad de Wilmington. Estaba ubicado en la Bahía de Delaware, llamada South River por los holandeses, y residió allí hasta 1663, y luego se mudó a Esopus, ahora Kingston para asumir las funciones de su nuevo nombramiento como Schout (Sheriff) y comisario en ese lugar.
En 1664, Beekman era sheriff de Nueva Ámsterdam y en 1673, era teniente en la milicia. En 1674, fue elegido burgomaestre y retuvo su cargo cuando los ingleses obtuvieron el control de la ciudad tras la segunda guerra angloholandesa.
En marzo de 1672 comenzó la tercera guerra angloholandesa y con la llegada de la flota holandesa en julio de 1673, los ingleses se rindieron. Beekman fue nombrado Schepen una vez más. A mediados de agosto, el patrón de gobierno de los años anteriores a los ingleses estaba completamente establecido. Sin embargo, en febrero de 1674, la provincia fue devuelta a los ingleses en el Tratado de Westminster. Cuando Andros, el gobernador, llegó en 1674, Beekman formaba parte de un comité de tres que subieron a bordo del Diamond, para darle la bienvenida al gobernador y pedir ciertos favores para los holandeses en Nueva York.

### Oficina de la ciudad de Nueva York
Antes de finales de 1678, William volvió a ocupar el cargo una vez más. Para entonces, el gobernador Edmund Andros había reorganizado el gobierno de la ciudad de Nueva York bajo un alcalde, un vicealcalde y concejales, todos los cuales él mismo nombró. Beekman se convirtió en concejal en 1678 y fue reelegido en 1679 y en 1680. En este último año ascendió a cabeza de lista de regidores y al título de teniente de alcalde. El alcalde en ese momento era el Capitán William Dyer, quien también era Recaudador de Aduanas y miembro del Gob. Consejo de Andros.
Apresurado y preocupado por otros asuntos relacionados con su destitución, el gobernador saliente se olvidó de hacer una provisión específica para la renovación de la autoridad vencida para el cobro de derechos de aduana. En realidad, la autoridad expiró en noviembre de 1680, pero no se llamó la atención sobre el asunto durante muchos meses. Luego, en mayo de 1681, la oportunidad llamó a Beekman. El gobernador Andros se había marchado; el teniente gobernador estuvo temporalmente ausente de la provincia y el alcalde Dyer, recaudador de aduanas, se encontraba enfermo. Sin autoridad para continuar con los impuestos vencidos sin órdenes expresas del duque de York, el alcalde Dyer, quien también era recaudador de impuestos, continuó recaudando impuestos aduaneros.
Dyer fue convocado ante el mismo tribunal del que normalmente era presidente, el del alcalde y concejales de la ciudad de Nueva York. Con el vicealcalde William Beekman presidiendo en su lugar, el tribunal ordenó de inmediato a Dyer que entregara los bienes que había estado reteniendo por falta de pago de aduanas.
Luego, los miembros de la corte del alcalde insinuaron al vicegobernador Anthony Brockholls y su consejo que el recaudador debería ser juzgado por usurpar el poder del gobierno. El vicegobernador en consejo llevó a Dyer a juicio y un gran jurado prestó juramento. recaudador (alcalde) Dyer fue acusado formalmente de haber "utilizado y ejercido de manera traicionera, maliciosa y deliberadamente el poder y la autoridad de Regall sobre los súbditos de King". En julio, un pequeño jurado prestó juramento y se escucharon veinte testigos de cargo antes de que el acusado confundiera a sus acusadores al exigir conocer la autoridad de la comisión que lo estaba juzgando. Después de consultas entre ellos, los farisaicos patriotas decidieron enviar al acusado a Inglaterra "para ser procesado como su Majestad y el Consejo lo ordenen".
William Beekman y sus compañeros concejales continuaron administrando los asuntos municipales y Brockholls los renombró discretamente a todos en 1681 y 1682 sin intentar nombrar un sucesor del desafortunado alcalde Dyer.

### Alcalde interino de Nueva York
Beekman fue teniente de alcalde de Nueva York de 1681 a 1683, y de 1682 a 1683 fue alcalde interino. Thomas Dongan, segundo conde de Limerick, fue nombrado gobernador de la provincia de Nueva York del duque de York en 1683. Con instrucciones del duque, el gobernador. Dongan navegó de Inglaterra a América y finalmente llegó a la ciudad de Nueva York el 25 de agosto de 1683. En 1683, cuando Dongan se convirtió en gobernador, Beekman era alcalde de Nueva York y fue uno de los designados para inspeccionar Fort James. Rvdo. John Gordon se convirtió en capellán de los soldados ingleses en Nueva York, y el alcalde William Beekman, Stephanus Van Cortlandt, Lucas Santen, Mark Talbot y Gabriel Minvielle fueron designados para inspeccionar Fort James, mientras que el capitán Thomas Young fue nombrado piloto del puerto.
Las instrucciones dadas a Dongan contenía una disposición para la creación de una Asamblea de dieciocho miembros para ser elegidos por los propietarios libres. En preparación para la elección de una Asamblea, William Beekman y los concejales ordenaron que se completara un censo "con la mayor rapidez posible". Como alcalde interino desde la eliminación de Dyer hace más de dos años, Beekman ocupó un puesto que le dio gran prestigio a los ojos de los habitantes.
El 9 de noviembre de 1683, Dongan recibió una petición firmada por William Beekman, alcalde, Johannes Van Brugh, John Laurence, Peter J. Morris, James Graham, Cornelius Van Steenwyck y Nicholas Bayard, concejales de la ciudad, solicitando una carta de la ciudad. Con la concesión de la carta de la ciudad, el 24 de noviembre los "viejos magistrados" fueron despedidos, poniendo fin al mandato de Beekman, y Cornelius Van Steenwyk fue nombrado alcalde.

### Concejal de Nueva York
Beekman fue elegido concejal del Distrito Este en 1685 y sirvió hasta 1696, cuando se jubiló debido a su vejez. En 1696, fue uno de los Ancianos que buscó y recibió una carta oficial de las autoridades reales para la Iglesia Holandesa Reformada.

## Bienes raíces
Beekman trajo riqueza del Viejo Mundo y la invirtió sabiamente en Nueva Ámsterdam. En 1652, compró una granja conocida como Corlaer's Hook de Jacob Corlaer, donde Beekman vivió con su novia y se lanzó por completo a la encantadora sociedad de la ciudad holandesa. En ese momento, el East River corría mucho más hacia el interior que en la actualidad, y una gran parte del territorio entre Fulton Street y Corlear's Hook era una pradera salada, apenas apta para el pastoreo. Este terreno, a mitad de camino entre Broadway y Chatham Street, fue originalmente un gran estanque, denominado por el holandés kolck o pantano, que también designaron como el Agua Dulce, y un arroyo o riachuelo que corre hacia el este, y cruza Chatham Street, entre Pearl y Roosevelt Streets, y tiene allí un puente sobre él. Las compras adicionales que formaron la base de la riqueza de la familia incluyeron la tierra que ahora limita al norte con Nassau, al oeste con Ann, y hasta las calles Gold, Pearl, Fulton y Frankfort, y también el pantano debajo de Pearl Street, que a partir de ese momento se conoció como "Beekman's Swamp" hasta Frankfort Square. Agregó tierras a su granja propiedad de Isaac de Forest, cerca de lo que ahora es la calle 126, en el extremo superior de la isla de Manhattan, destinada a convertirse más tarde en Harlem.

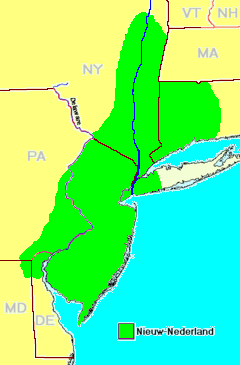
Área colonizada por los holandeses en 1660

En 1658, Beekman era un próspero hombre de familia de treinta y cinco años. Recibió por patente, el 20 de junio de 1655, una extensión de tierra más allá de Kalck Hoek, o Collect. Surgieron dificultades sobre el derecho de paso a través de esta tierra para el ganado que pastaba en los Comunes. Este camino de ganado fue probablemente el origen de Beekman Street. Tenía propiedades en Corlaer's Hook y en Harlem, así como el terreno en el que se encontraba su casa, el lado norte del sitio actual de Chatham Square. También era cervecero, al igual que muchos de los principales ciudadanos de la ciudad, y propietario de un molino de harina.
Durante el período de 1658 a 1671, Beekman realizó varias transacciones inmobiliarias importantes de las tierras que había acumulado desde su llegada a Nueva Ámsterdam. En 1666, vendió a Peter Stuyvesant unos cuarenta y seis acres cerca de lo que ahora es 34th Street, lo que ayudó a formar lo que se conoció como Stuyvesant's Bouwery Number 2. En 1667, vendió a Domine Megapolenses la casa en Chatham Square donde una vez había vivido y en 1668 vendió toda la plantación de Corlaer a Stephanus Van Cortlandt y Cornelius Van Steenwyk, dos de los ciudadanos más ricos de la ciudad.
En 1670, compró de la propiedad de Thomas Hall una extensa granja a lo largo del Río Este, ahora Pearl Street y delimitada por Nassau Street al oeste. El límite sur de la granja era donde ahora está Fulton Street y el límite norte era Beekman's Swamp, entonces llamado Kripple Bush. Incluía una cervecería, un molino, un molino de caballos y un huerto. A estos añadió más tarde un prado contiguo comprado en subasta pública. En esta granja fijó su residencia en la primavera de 1671, cuando fue relevado de sus deberes como schout en Esopus. Según Valentine's History of New York, Beekman's Swamp fue vendido en 1734 a Jacobus Roosevelt por doscientas libras por la corporación. Usó cerveza para pagar sus impuestos en 1672 y se le llamó públicamente "cervecero". Más tarde quedó claro que William también era un armador que se dedicaba al comercio y al corso en el área del Caribe.
En 1676, Beekman agregó a sus propiedades comprando el terreno de Thomas Hall, con una casa frente al East River y una cervecería en ella.
Alrededor de 1696, compró una gran extensión de tierra en el Hudson de los indios locales, hoy conocida como la Patente de Rhinebeck, y construyó una casa de piedra y llamó a la propiedad "Rhinebeck". Todavía estaba en pie en 1877. Los ladrillos de la chimenea fueron importados de los Países Bajos. El lugar recibió su nombre del río Rin en Europa, a orillas del cual nació Beekman.

## Vida personal

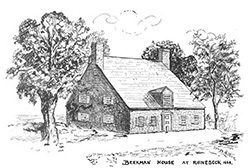
Casa Beekman en Rhinebeck alrededor de 1688

Después de su emigración a América, Wilhelmus Beekman se casó con Catalina de Boogh el 5 de septiembre de 1649, una bella de la sociedad de Nueva Ámsterdam e hija del rico Hendricks de Boogh de Albany. Tuvieron los siguientes hijos:
1. Maria Beekman (1650-1679), que se casó con Nicholas William Stuyvesant, hijo del gobernador Peter Stuyvesant, el 5 de enero de 1672
2. Hendrick "Henry" Beekman (1652-1716), juez que se casó con Johanna de Loper Davidson, hija del capitán Jacob de Loper y Cornelia Melyn. Johanna, que era viuda de Joris Davidson, era nieta de Cornelius Melyn, patrono de Staten Island.[62] Henry Beekman se desempeñó como juez de paz del condado de Ulster.[63]
3. Gerardus Beekman (1653–1723), quien fue elegido presidente del consejo y gobernador interino de la provincia de Nueva York en 1710.[64]
4. Cornelia Beekman (1655-1679), que se casó con Isaac Van Vleck el 19 de septiembre de 1674
5. Johannes Beekman (1656-1751), quien se casó con Aeltje Thomas Popinga. Es el progenitor de los numerosos Beekman de Kingston.
6. Jacobo Beekman (1658-1679)
7. Wilhelmus Beekman (1661-1702), quien murió soltero
8. Martín Beekman (n. 1663)
9. Catalina Beekman (1668-1707).[65]

Beekman ocupó la hacienda de Beekman en la finca comprada a Thomas Hall, en una casa donde se encuentran hoy las calles Pearl y Frankfort, hasta su muerte el 21 de septiembre de 1707, a la edad de ochenta y cinco años.

### Descendientes
El coronel Henry Beekman, su nieto a través de su hijo mayor Henry Beekman, alcanzó una prominencia considerable y tuvo una hija, Cornelia, que se casó con Gilbert Livingston, hijo de Robert Livingston, primer señor de Livingston Manor; y otra hija, Margaret, se casaron con Robert Livingston, un primo de Gilbert. El coronel Henry Beekman recibió dos grandes extensiones de tierra en el condado de Dutchess. Uno en el área de Rhinebeck, NY y el otro, llamado Back Lots o Beekman Patent, en la esquina sureste del condado de Dutchess. Consulte Colonos de Beekman Patent para conocer las familias que vivían en esta patente, que era una propiedad señorial de las familias Beekman y Livingston, quienes arrendaron la tierra hasta principios del siglo XIX. El expresidente estadounidense Franklin Delano Roosevelt afirmó ser descendiente de él.

### Legado
William Beekman ayudó a establecer una medida de autogobierno para la aldea holandesa que se convertiría en una gran ciudad. Fue un líder político perenne bajo el gobierno inglés y holandés y desempeñó un papel fundamental en la obtención de una carta municipal de las autoridades inglesas para la ciudad de Nueva York. Su servicio más importante a la posteridad, sin embargo, fue luchar vigorosamente por instituciones gubernamentales más representativas.
El nombre de Wilhelmus Beekman se perpetúa en los nombres de William Street y Beekman Street, ciudad de Nueva York, que se convirtió legalmente en una calle en 1734. La granja Beekman en Nueva Ámsterdam fue construida por Wilhelmus Beekman en 1670 cerca de la esquina actual de las calles Pearl y Beekman. Se trazó una calle a través de la propiedad y el público la designó Beekman Street en su honor. A medida que la ciudad de Nueva York creció, se abrieron nuevas calles donde antes los granjeros solo tenían la servidumbre o el derecho de paso. Este fue el origen de Beekman Street, que fue trazada y nivelada en 1752, aunque desde 1656 los ganaderos tenían derecho a conducir su ganado a los ejidos por ella. Una segunda vía, que discurría en ángulo recto con la primera, se llamaba William Street, en honor al nombre de pila, o cristiano, de Beekman. Beekman Tower, el rascacielos de 76 pisos diseñado por el arquitecto Frank Gehry y luego rebautizado como 8 Spruce Street, utilizó por primera vez el nombre Beekman debido a su proximidad a Beekman Street.
Rhinebeck, condado de Dutchess y Beekmantown, una ciudad en el condado de Clinton llevan su nombre. El nombre Rhinebeck es una combinación del nombre del hombre que fundó la ciudad, Wilhelmus Beekman, y su hogar natal, Renania. Beekman fue uno de los concesionarios originales del área que se convirtió en Beekmantown. La ciudad de Beekman, condado de Dutchess, lleva el nombre de su hijo, Col. Henry Beekman, quien poseía una concesión allí en 1703, conocida como la Patente Beekman.
En el distrito histórico de Rhinebeck Village se encuentra Beekman Arms Inn, que se dice que es la posada en funcionamiento continuo más antigua de los Estados Unidos. El hotel histórico en el valle de Hudson ha operado continuamente desde 1766.